# Сын (фильм, 2022)
«Сын» (англ. The Son) — драматический фильм 2022 года французского сценариста и режиссёра Флориана Зеллера, экранизация заключительной части его драматической трилогии о семейных отношениях с Хью Джекманом и Лорой Дерн в главных ролях. Получил неоднозначные оценки критиков.

## Сюжет
Успешный адвокат Питер Миллер счастливо живёт во втором браке с супругой Бет. Неожиданно в его жизни снова появляется бывшая жена Кейт. Их сын, 17-летний Николас, переживает тяжёлую депрессию и уже месяц прогуливает школу. Питер, который сам вырос в семье жестокого отца, берёт ситуацию в свои руки и соглашается с тем, что Николас поживет некоторое время в его доме. Тот считает, что никому не нужен и что родители игнорируют его.
Сначала дела идут на лад: состояние Николаса улучшается, он возвращается в школу. Однако Питер очень занят по работе и часто находится в разъездах. У Бет появляются подозрения, что Николас пытался покончить с собой. Юношу отправляют в клинику, тот просит Питера и Кейт забрать его домой. Нехотя они соглашаются, но в первый же день после возвращения Николас стреляет в себя из охотничьего ружья. Годы спустя Питер снова переживает эту историю, размышляя о том, что он сделал не так и как могла сложиться жизнь.

## В ролях
- Хью Джекман — Питер Миллер
- Ванесса Кирби — Бет
- Энтони Хопкинс — Энтони
- Лора Дерн — Кейт
- Зен Макграт — Николас Миллер

## Создание и оценки
Литературной основой фильма стала пьеса Флориана Зеллера «Сын», заключительная часть трилогии, продолжающая пьесы «Мать» и «Отец» (последняя была экранизирована в 2020 году). Зеллер сам стал режиссёром и начал работу над картиной весной 2021 года. Роли родителей Николаса получили Хью Джекман и Лора Дерн. Съёмки закончились в июне 2022 года. Премьера фильма состоялась 7 сентября 2022 года на кинофестивале в Венеции.
«Отца» Зеллера критики в своё время оценили очень высоко, и поэтому «Сын» стал одним из самых ожидаемых фильмов фестивального сезона 2022 года. Однако он получил неоднозначные отзывы. Рецензенты с портала Rotten Tomatoes охарактеризовали фильм как «отталкивающе агрессивную мелодраму» и оценили его всего на 29 баллов. На сайте Metacritic «Сын» получил 45 баллов из 100. По мнению Брайана Тальерико с сайта RogerEbert.com, он «поражает зрителей манипулятивным сценарием»: «это мелодрама, которая думает, что говорит о чём-то важном, но на самом деле просто кричит вам в лицо», избегая разговора по существу. Критик назвал Хью Джекмана главной жертвой неправильных решений режиссёра и сценариста: этот актёр выкладывается в фильме по полной, но ничего не получает взамен.
Фильм был номинирован на премии AACTA, «Золотой глобус», «Спутник».